# Docteur en détresse
 (novembre 2023).
Si vous disposez d'ouvrages ou d'articles de référence ou si vous connaissez des sites web de qualité traitant du thème abordé ici, merci de compléter l'article en donnant les références utiles à sa vérifiabilité et en les liant à la section « Notes et références ».
Série
We Joined the Navy (en)
(1962) Doctor in Clover (en)
(1966)
Pour plus de détails, voir Fiche technique et Distribution.
Docteur en détresse (titre original: Doctor in Distress) est un film britannique réalisé par Ralph Thomas, sorti en 1963.

## Synopsis
Au Hampden Cross General Hospital, en banlieue londonienne, l'atrabilaire et compassé chef de service sir Lancelot Spratt, souffrant de contusions à la suite d'une malencontreuse chute, devient le patient d'Iris Marchant, une kinésithérapeute maison. D'abord récalcitrant, le voilà qui se met à apprécier ses doux massages puis à convoiter la belle. Durant son alitement, son service est confié au fringant docteur Simon Sparrow. La mission de Sparrow ne va pas s'arrêter là, puisque Spratt lui demande bientôt de l'aider à perdre son embonpoint pour séduire Iris. 

## Thèmes et contexte
C’est une comédie un peu pataude à l'image de l'un de ses protagonistes, le ventripotent Sir Lancelot Spratt (James Robertson Justice), qui, pour séduire une jeunette sans y mettre beaucoup de tact, voudrait mincir sans se priver. L'occasion, en tout cas, pour Dick Bogarde, d'incarner une dernière fois le pimpant docteur « Sparrow » (« le moineau », en français…) à l'opposé des personnages troubles auxquels il dut sa renommée internationale. Ici, il flirte d'abord avec la rousse Delia (Samantha Eggar) avant de retrouver la blonde Sonia–Helga (Mylène Demongeot, sa partenaire du Cavalier noir en 1961). Mylène, censée être Suédoise dans l'histoire (un double rôle de sœurs jumelles), paraît bizarrement (ou heureusement) autant Britannique que ses camarades, maîtrisant parfaitement la langue de Shakespeare depuis son apprentissage forcé par Otto Preminger, en 1957, pour les besoins du tournage de Bonjour tristesse. Mais le plus intéressant est peut-être de découvrir, en toile de fond, le train-train quotidien d'une fondation religieuse hospitalière de la banlieue londonienne avec ses vaillantes bonnes sœurs infirmières et ses internes mal dégrossis. Un film de style et d'humour 100 % british qui pourra être regardé comme une curiosité par les francophones, d'autant plus que son édition DVD en VO ne dispose que d'un sous-titrage en anglais pour les malentendants… 

## Fiche technique
- Titre original : Doctor in Distress
- Titre français : Docteur en détresse
- Réalisation : Ralph Thomas
- Scénario : Nicholas Phipps, Ronald Scott Thorn d’après l’œuvre littéraire de Richard Gordon
- Assistants-réalisation : Anthony Waye, Simon Relph
- Décors : Alex Vetchinsky
- Costumes : Yvonne Caffin
- Maquillages : W. T. Partleton
- Coiffures : Stella Rivers
- Photographie : Ernest Steward
- Cadrage : James Bawden
- Son : Gordon K. McCallum, Dudley Messenger
- Montage : Alfred Roome
- Musique : Norrie Paramor
- Productrice : Betty E. Box
- Producteur exécutif : Earl St. John
- Société de production : The Rank Organisation Film Productions (Royaume-Uni)
- Société de distribution : J. Arthur Rank Film Distributors (distributeur d'origine)
- Pays de production :  Royaume-Uni
- Langue : anglais
- Format : couleur par Eastmancolor — 35 mm — 1.66:1 — son monophonique
- Genre : Comédie
- Durée : 102 minutes
- Date de sortie : 
  - Royaume-Uni : 30 juillet 1963

## Distribution
- Dirk Bogarde : le docteur Simon Sparrow
- James Robertson Justice : Sir Lancelot Spratt
- Samantha Eggar : Delia Mallory
- Mylène Demongeot : les sœurs jumelles Sonia et Helga
- Donald Houston : le sergent-chef French
- Barbara Murray : Iris Marchant
- Dennis Price : Blacker
- Leo McKern : Heilbronn
- Jessie Evans : Madame Parry
- Ann Lynn (en) : Madame Whittaker
- Joe Robinson : ami de Sonia

## Tournage
- Intérieurs : Pinewood Studios
- Extérieurs : Ealing (District londonien d'Ealing), Maidenhead et gare de Windsor & Eton Central à Windsor (Berkshire)

## Autour du film
- C’est la dernière prestation de Dirk Bogarde en brave docteur Simon Sparrow dans la série des Doctor in / at… très populaire outre-Manche et qu’il avait inaugurée en 1954 avec Toubib or not Toubib (Doctor in the House). Son rôle a été repris, au cinéma, par Leslie Phillips.
- Mylène Demongeot[1] : « Je retourne en Angleterre jouer un sketch avec Dirk Bogarde dans la célèbre série de films Doctor at…  Le mien sera intitulé Doctor in Distress, toujours pour Betty Box et Ralph Thomas[2]. […] J’ai la grande joie, pendant le tournage, de me lier avec Dirk Bogarde et son ami. Ce sont des hommes infiniment attachants. Ils m’invitent un week-end chez eux et, pendant ces deux jours, je découvre, émerveillée, ce qu’est réellement le goût… »

## La saga du docteur
- 1954 : Toubib or not Toubib (Doctor in the House) de Ralph Thomas, avec Dirk Bogarde, James Robertson Justice, Muriel Pavlow
- 1955 : Rendez-vous à Rio (Doctor at Sea) de Ralph Thomas, avec Dirk Bogarde, James Robertson Justice, Brigitte Bardot
- 1957 : Toubib en liberté (Doctor at Large) de Ralph Thomas, avec Dirk Bogarde, James Robertson Justice, Muriel Pavlow
- 1960 : Doctor in Love de Ralph Thomas, avec Michael Craig, James Robertson Justice, Leslie Phillips
- 1962 : We Joined the Navy de Wendy Toye, avec Kenneth More, Laurence Naismith, Dirk Bogarde (simple apparition-gag en docteur Simon Sparrow)
- 1963 : Doctor in Distress
- 1966 : Doctor in Clover de Ralph Thomas, avec Leslie Phillips, James Robertson Justice, Shirley Anne Field
- 1969 – 1970 : Doctor in the House, série TV diffusée en épisodes de 30 minutes (Saisons 1 et 2, 13 épisodes chacune), une production ITV
- 1970 : Doctor in Trouble de Ralph Thomas, avec Leslie Phillips, James Robertson Justice, Robert Morley
- 1971 : Doctor at Large, série TV diffusée en épisodes de 30 minutes (Saison 1, 29 épisodes), une production ITV

### Vidéographie
- (en) 2003 : Docteur in Distress (VO et sous-titres en anglais seulement), 1 DVD  Région 2, Son Dolby Digital, The Doctor Movie Collection distribuée par Carlton Visual Entertainment Ltd.